# クリス・アームストロング
クリストファー・ピーター・"クリス"・アームストロング（Christopher Peter "Chris" Armstrong, 1971年6月19日 - ）は、イングランド・ニューカッスル・アポン・タイン出身の元サッカー選手。ポジションはフォワード(CF)。

## 経歴

### 初期の経歴
生まれはニューカッスル・アポン・タイン。アイルランド人の父とナイジェリア人の母との間に生まれ、3歳でロンドンに引っ越した。その後、ウェールズの里親に引き取られ、そこで育った。当初はゴールキーパーだったが、当時イングランド4部リーグに所属していた地元チームのレクサムAFCでプロデビューするとフォワードの位置でプレーした。UEFAカップウィナーズカップでゴールを決めるなど、レクサムでは2年間で16ゴールを記録した。

### クリスタル・パレス
1991年8月に2部のミルウォールFCへ5万ポンドの移籍金で加入し、1シーズンプレーした後、プレミアリーグ開幕初年度の1992-93シーズンにクリスタル・パレスFCへ100万ポンドで移籍した。移籍1年目にチームは降格するが、自身はプレミアリーグで15ゴールを記録した。翌シーズンは22ゴールを記録し、1年でのプレミアリーグ復帰に貢献。しかし翌1994-95シーズンは再びクリスタル・パレスは2部へと降格した。自身はリーグ8ゴールを含む公式戦18ゴールを記録した。クリスタル・パレスでは所属した3シーズン全てでチーム内得点王の活躍を見せた。

### トッテナム
1995年、バイエルン・ミュンヘンへと移籍したユルゲン・クリンスマンの後釜として、当時のクラブレコードとなる450万ポンドでトッテナム・ホットスパーFCへと移籍した。初年度の1995-96シーズンにプレミアリーグでテディ・シェリンガムの16得点に次ぐチーム内2位の15得点を記録。また公式戦全体では22ゴールを記録した。1998-99シーズンのEFLカップでは5ゴールを記録し、チームの決勝進出に貢献。しかし、優勝を果たした決勝の試合には出場しなかった。1999-2000シーズンには14得点を挙げ、ステファン・イヴェルセンと並びチーム内得点王に輝いた。

### 晩年
2002年8月にプレミアリーグのボルトン・ワンダラーズFCと契約したが、公式戦1試合の出場にとどまると、翌2003-04シーズンにはプロデビューしたクラブであるレクサムAFCに復帰した。当時3部リーグに所属していたレクサムでは2シーズンで公式戦15ゴールを記録した。

### 代表
イングランド代表のほかにナイジェリア代表、ウェールズ代表、アイルランド代表への出場資格を有していたが、イングランド代表を目指すべく3協会の代表入りの打診は全て断っている。1999年3月に念願のイングランドA代表に初招集された。しかし試合に出場することは無く、代表経歴はイングランドB代表で1試合に出場したのみに終わった。

## 獲得タイトル
トッテナム
- リーグカップ:1回 (1998-99)